# Дакич, Радое
Радое «Брко» Дакич (серб. Радоје "Брко" Дакић"; 27 ноября 1911, Мала-Црна-Гора — 13 января 1946, Москва) — югославский военачальник, партизан времён Народно-освободительной войны Югославии, полковник Югославской народной армии и Народный герой Югославии.

## Биография
Родился 27 ноября 1911 года в селе Мала-Црна-Гора на Жабляке у Плевли. Окончил начальную школу, с 24 декабря 1926 состоял в Сербском экономическом кружке «Привредник», окончил техническое училище по специальности слесаря. Работал на литейном заводе «Југ» и Ортопедическом заводе в Белграде. С юности состоял в рабочем движении, был членом синдиката металлистов, вовлекал молодёжь в рабочее движение. Член Коммунистической партии Югославии с 1934 года. Неоднократно арестовывался, в 1936 году пробыл в тюрьме 9 месяцев, но после отпущен судом по причине отсутствия доказательств обвинения.
С 1937 года Дакич работал на сербских авиазаводах «Рогожарски» и «Икарус», перед выборами 1938 года вернулся на время на родину. После возвращения в Белград опять был арестован судом по обвинению в антигосударственной деятельности и снова отпущен. Работал политическим секретарём Белградского местного комитета КПЮ, занимался организацией забастовок. В 1940 году за организацию стачки рабочих авиазаводов опять арестован и снова отпущен, но после раскрытия ячейки попал в очередной раз в тюрьму, откуда вышел только в апреле 1941 года.
После капитуляции Югославии Дакич присоединился к вооружённому партизанскому подполью в Черногории, входил в состав комитета КПЮ в Черногории и Которском заливе. С октября 1941 года секретарь Никшичского окружного комитета КПЮ, представлял его на Острожской скупщине 8 февраля 1942 в монастыре Острог. С 1942 года секретарь комитета КПЮ в Черногории и Которском заливе, с 1944 года политрук 2-го ударного армейского корпуса НОАЮ. Дослужился до звания полковника. После освобождения Белграда был избран секретарём Центрального комитета Единых синдикатов Югославии.
В конце 1945 года Радое Дакич тяжело заболел и отправился на лечение в Москву, где скончался 13 января 1946. Похоронен на Аллее почётных граждан на Новом кладбище Белграда.
Награждён рядом медалей и орденов, в том числе медалью Партизанской памяти 1941 года и орденом Народного героя Югославии (указ от 12 июля 1949, посмертно).